# Bienville House
Bienville House, o Bienville House Hotel, es un hotel en el barrio francés de Nueva Orleans, Luisiana . Su construcción data de 1835. Fue convertido en hotel en 1967.
El edificio comenzó como Planters Rice Mill en 1835. Más tarde se convirtió en una fábrica de jarabe, un hotel, una estación de bomberos y un edificio de apartamentos conocido como Royal Bienville. La familia Monteleone lo compró en 1972 y lo convirtió en el Bienville House Hotel.
Un bar y restaurante con temática Tiki abrió en 2014.